# Pieter Mortier
Pieter Mortier (1661-1711) fut un cartographe et graveur néerlandais du XVIIIe siècle.

## Biographie
Pieter Mortier est né en 1661 à Leyde aux Pays-Bas. Selon Houbraken, David van der Plas aurait travaillé avec lui sur les gravures pour Bybelsche Tafereelen (histoires bibliques), publié à Amsterdam en 1700.
Selon le RKD, il fut le père de Cornelis Mortier (1699-1783), qui en partenariat avec Johannes Covens I (1697-1774), a lancé la société d'édition de cartes Covens & Mortier (1721-1866). Il a voyagé à Paris de 1681 à 1685 et y remporte en 1690 le privilège de publier des cartes et des atlas par des éditeurs français à Amsterdam. Il use de ce privilège pour gagner le droit de publier une « Bible illustrée imprimée » en 1700.
Il meurt à Amsterdam en 1711.

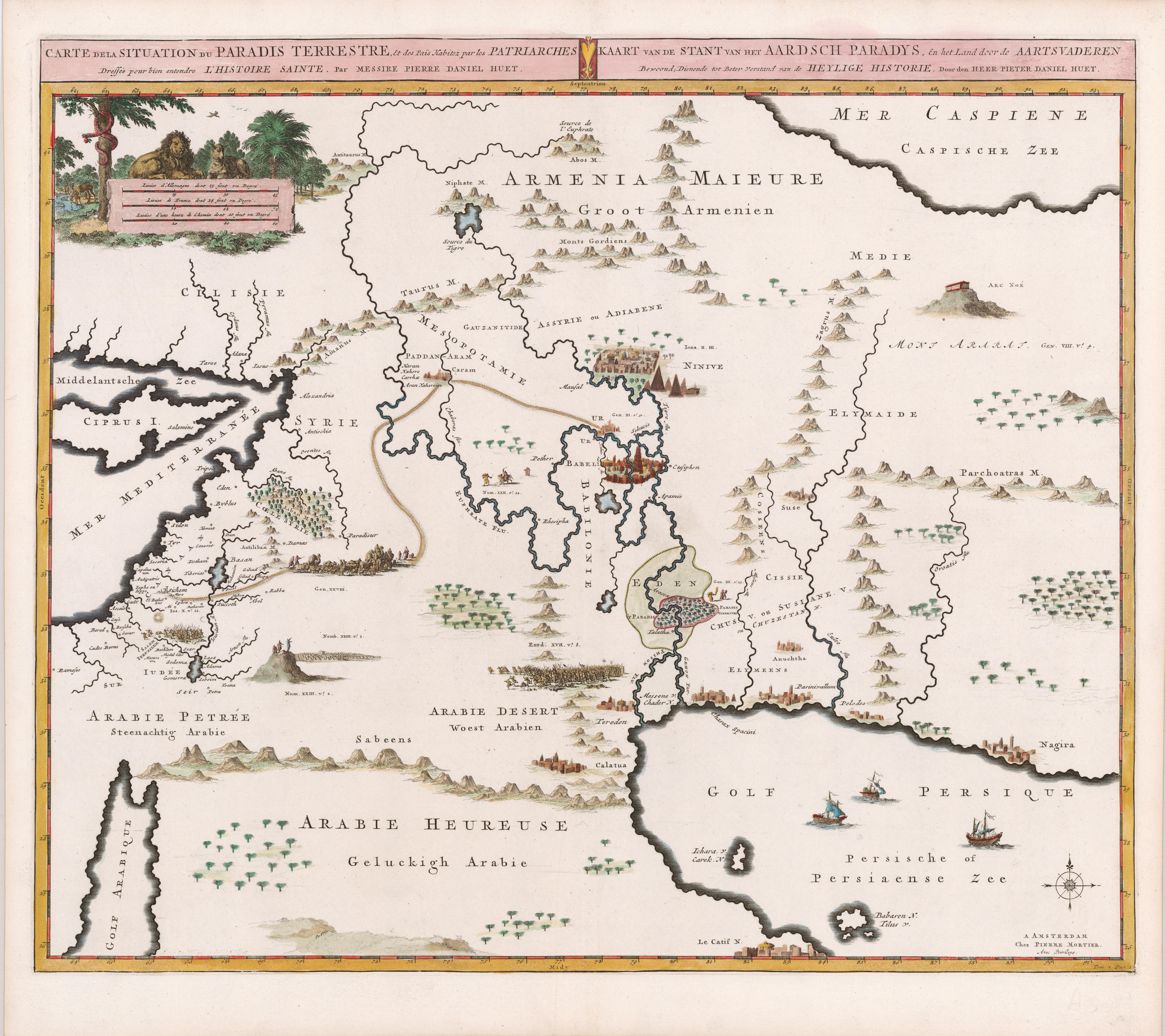
Situation du Paradis Terrestre, 1700
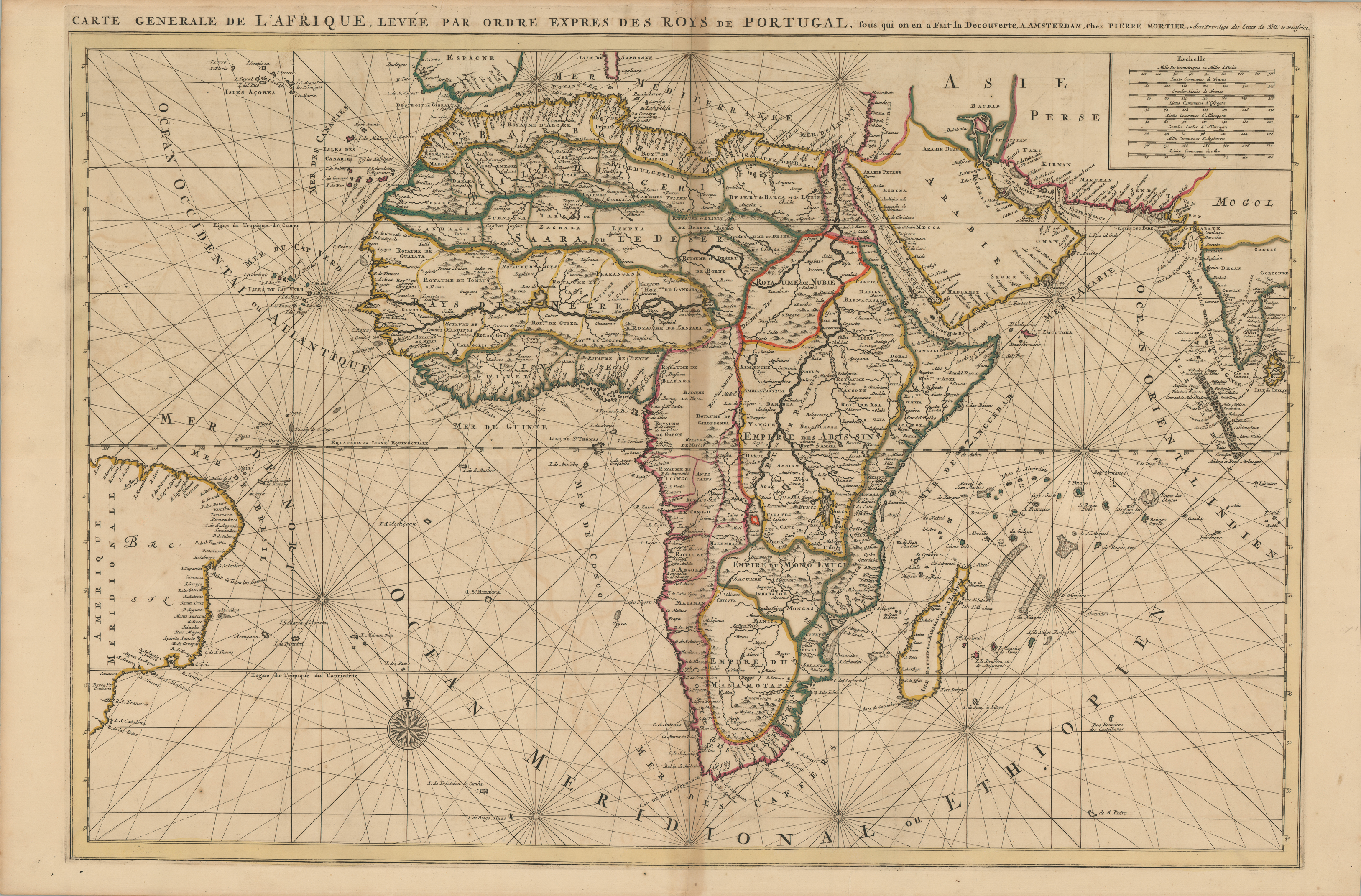
Carte Generale de l'Afrique, 1700
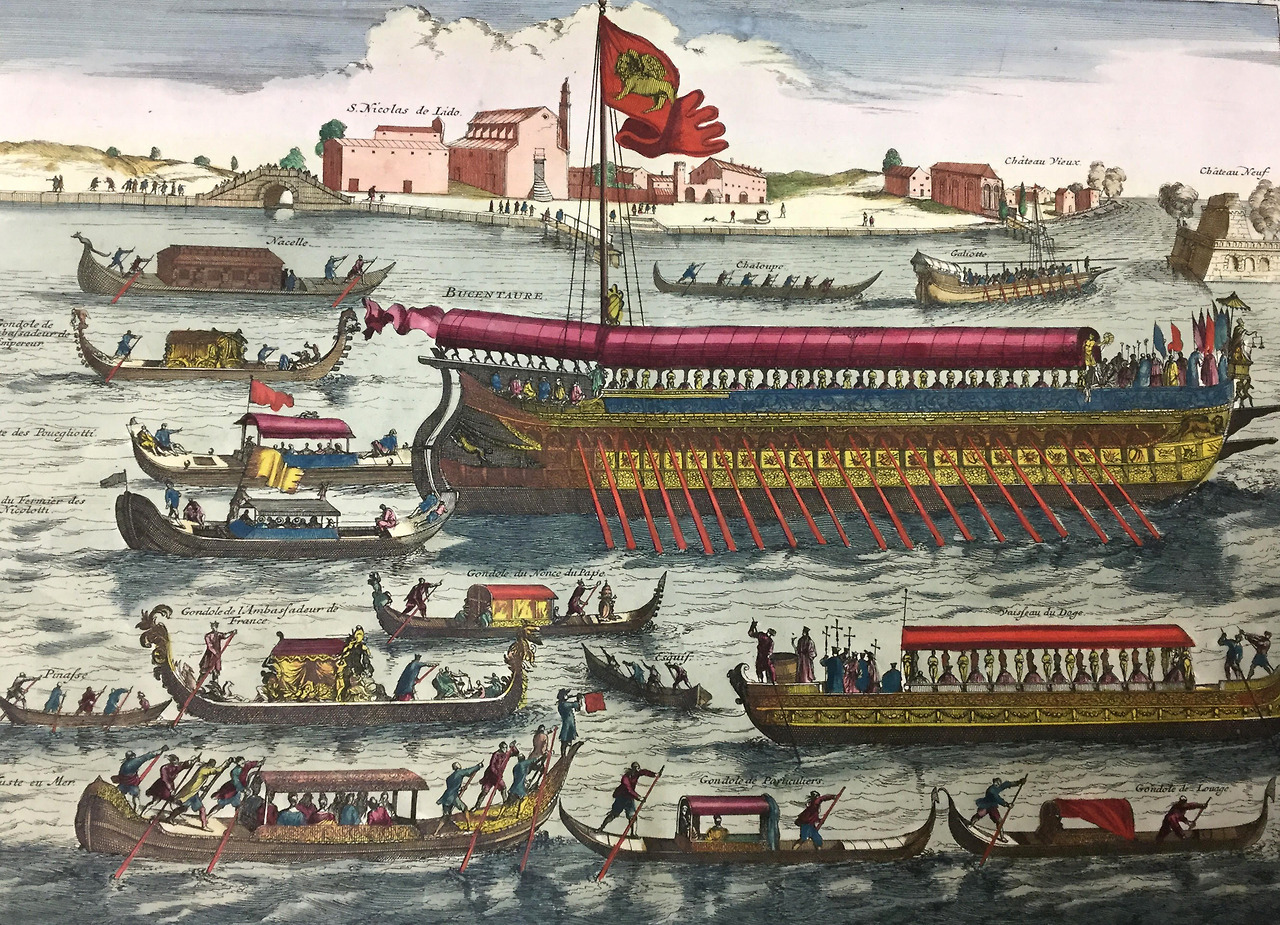
Gravure du Neptune Francois ou Atlas Nouveau des Cartes Marines, 1693.